# Увиванец
Увива́нец (укр. Увиванець) — украинский народный массовый парный танец, в котором танцоры показывают свою сноровку, ловкость. Темп танца быстрый, музыкальный размер 2/4. Распространён в Закарпатье (должанские долиняне). Относится к группе танцев типа «Коломыйка».
Названия танца происходят от характерных фигурных движений: ребята «вьются», «увиваются» вокруг девушек, совершая быстрые вращения в паре с ними.
Увиванец был первым ритуальным танцем у долинян во время подготовки к свадьбе. Участники танца держась за руки образовывали круг, а в центр круга староста клал деньги и накрывал их старым пиджаком отца жениха, который каждый из участников должен был бить ногами во время танца. При этом жених с невестой во время танца держали в руках завязанный платок, на котором были нанизаны венки.
В селе Приборжавское Закарпатской области танец исполнялся под песню «Эй, такой у меня милка» (укр. Ей, такий у ня любко). В сценическом варианте музыкальным сопровождением к танцу может служить известная народная песня «Ой, Маричка, чичери» (укр. Ой, Марічко, чічері).